# 楽陽県 (河北省)
楽陽県（らくよう-けん）は中華人民共和国山西省にかつて存在した県。現在の長治市長子県西部に相当する。
南北朝時代、北魏により設置され、北斉により廃止された。